# Giovanna Nader
Giovanna Nader (Araguari, 11 de abril de 1986) é uma atriz, comunicadora, escritora e apresentadora brasileira. Destaca-se atualmente por seu ativismo no campo da moda, da sustentabilidade e do meio ambiente. É co-fundadora do Projeto Gaveta, projeto de troca de roupas entre os participantes a partir de peças que estão paradas em seus armários. Atualmente apresenta os podcasts O Tempo Virou e O Veneno Mora ao Lado. O primeiro é em formato de entrevistas sobre conscientização socioambiental e o segundo é um formato jornalístico investigativo sobre a incidência dos agrotóxicos no país. 

## Biografia
Giovanna nasceu na cidade de Araguari, em Minas Gerais e aos 18 se mudou para São Paulo para estudar Administração com ênfase em Marketing, pela Escola Superior de Propaganda e Marketing (ESPM) de São Paulo. Logo após se mudou para Barcelona para fazer uma pós graduação em Branding pela Universitat Pompeu Fabra, de Barcelona. Após esse período atuou por alguns anos em grandes conglomerados de cosméticos, produtos de beleza e fast-fashions, além de prestar consultorias de branding para marcas de moda. Não vendo muito propósito no que fazia, nasceu dessa experiência profissional no mercado tradicional da moda o primeiro despertar de consciência para os excessos da indústria. Em Barcelona, em 2011, pôde conhecer de perto as novas tendências da moda e, sobretudo, as novas formas de consumo.
Voltando ao Brasil em 2013, decidiu fundar, junto a Raquel Vitti Lino, o Projeto Gaveta, um projeto de moda sustentável que trouxe o conceito de "clothing swap" para o país, prática na qual as pessoas podem trocar, entre si, roupas que não usam mais, sem nenhum dinheiro envolvido. Ao todo, já foram 10 edições do projeto, com mais de 70.000 roupas circuladas.
Em 2019, foi escolhida para ser uma das apresentadoras do Se Essa Roupa Fosse Minha, programa de moda consciente do GNT que estreou em agosto, no qual as apresentadoras desbravam brechós, montam looks e dão dicas sustentáveis de como produzir menos lixo e como ressignificar peças antigas.
Em 2020, lançou o podcast O Tempo Virou e lançou o livro Com que Roupa? Guia prático de moda sustentável, pela Editora Paralela.
A arte sempre esteve presente em sua vida pois é filha da bailarina, Alexandra Gebrim Nader, que tem uma escola de dança, o Studio A de Dança e onde Giovanna dançou as modalidades ballet clássico, jazz e sapateado durante toda sua infância e adolescência. Aos 12 anos iniciou as aulas de teatro ainda na escola da sua mãe e nunca mais parou. Em São Paulo fez parte das escolas Satyros e Grupo Tapa e em 2024 idealizou e atuou no espetáculo teatral És tu, Brasil? que faz uma biografia política do Brasil pelo viés climático. 

## Vida pessoal
Giovanna é casada com o ator, humorista, apresentador, poeta e roteirista Gregório Duvivier, com quem tem duas filhas: Marieta, que nasceu em 2018, e Celeste, nascida em 2022.
Nasceu em Araguari, uma pequena cidade do Triangulo Mineiro e é filha de Janfredo Nader e Alexandra Gebrim Nader. 